# Timo Böcking
Timo Böcking (* 1987 in Siegen) ist ein deutscher Musiker, Pianist, Organist, Komponist, Arrangeur und Professor für Popularmusik an der  Hochschule für Kirchenmusik der Evangelischen Kirche von Westfalen in Herford-Witten.

## Leben und Wirken
Timo Böcking ist gelernter Elektroniker und studierte ab 2010 an der Hochschule für Musik und Tanz Köln. 2015 gründete er das Gospel-Ensemble „Timo Böcking & Friends“, bestehend aus Anni Barth, Katja Zimmermann, Björn Bergs und Jan Primke, wo er als Pianist und Komponisten wirkt und regelmäßig auf Tournee ist. Böcking hat seine musikalischen Wurzeln im Soul, Funk und Gospel und musiziert als Pianist, Keyboarder und Hammond-Organist genreübergreifend mit verschiedensten Künstlerpersönlichkeiten und Bands. Als Arrangeur, Komponist und Produzent ist er bei den verschiedensten Projekten und auch als Chorleiter in der Pop- und Gospelchorszene aktiv. So übernahm er 2016 von Hans Werner Scharnowski den Schalksmühler Chor „LivingGospel“, den er bis 2019 leitete und betreibt mit dem Liedermacher Martin Buchholz das Songprojekt „Singen mit HERZ+MUND“. Zusammen mit der Würzburger Violinistin Anna Dorothea Mutterer gründete er 2020 das Crossover-Duo „Beflügelt“. 2021 engagierte er sich im Rahmen des Projekts „Orgelmusik in Zeiten von Corona“. Verschiedene Engagements bei Gospelkirchentagen und Konzerten sowie die musikalische Leitung beim Abschlussgottesdienst des Deutschen Evangelischen Kirchentages 2017 in Berlin und 2019 in Dortmund haben ihn einem breiteren Publikum bekannt gemacht.
Sein erstes Album „Gospel with Passion“ hatte 2015 Premiere. Er ist Dozent für Klavierpraxis an der Musikhochschule Köln. Ab 2016 war er zunächst als Lehrbeauftragter für Klavier an der Entwicklung dieses Genres an der Hochschule für Kirchenmusik der Evangelischen Kirche von Westfalen engagiert, wo er 2021 mit einer 50% Stelle zum Professor für Popularmusik ernannt wurde.

## Veröffentlichungen
- Petrus – Vertrauenssache: ein Kindermusical (Ruthild Wilson und Helmut Jost, Klavierausgabe; Klavierbearbeitung: Timo Böcking), Gerth Medien, Asslar 2011.

- Timo Böcking & Friends
  - 2015: Gospel with passion (CD)
  - 2018: Keep going (CD)
  - 2019: Teil 1: Herz + Mund (CD)
  - 2020: Teil 2: Herz + Mund (CD)

- Yasmina Hunzinger & Timo Böcking
  - 2016: Bethlehem (CD)

- Herz + Mund (mit Martin Buchholz):
  - Teil 1: Das Liederbuch. (Partitur) Courage Label, Wiesbaden 2019.
  - Teil 2: Das Liederbuch. (Partitur) Courage Label, Wiesbaden 2019.

- Timo Böcking mit Solo-Violinistin Anna Dorothea Mutterer
  - 2020: Beflügelt (CD)
  - 2025: Über Brücken (CD)